# Hughes Range
Hughes Range är en bergskedja i Antarktis. Den ligger i Östantarktis. Nya Zeeland gör anspråk på området.
Hughes Range sträcker sig 37 kilometer i nord-sydlig riktning. Den högsta toppen är Mount Kaplan, 4 255 meter över havet.
Topografiskt ingår följande toppar i Hughes Range:
- Mount Bronk
- Mount Cartwright
- Mount Kaplan
- Mount Waterman
- Mount Wexler